# Herb obwodu pskowskiego
Herb obwodu pskowskiego – symbol tegoż obwodu. Został przyjęty 28 grudnia 2018 roku.

## Opis
Herb obwodu pskowskiego przedstawia błękitną tarczę herbową z umieszczoną na niej ręką błogosławiącą leoparda. Tarczę wieńczy cesarska korona, otoczona złotymi liśćmi dębu, połączonymi wstęgą.

## Galeria

Herb Pskowa - podstawa opracowania herbu regionu
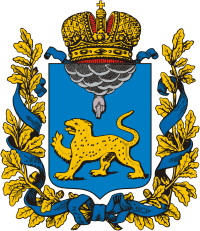
Herb guberni pskowskiej
1995-2018